# 蒙特里奧 (加利福尼亞州)
蒙特里奧（英語：Monte Rio）是位於美國加利福尼亞州索諾馬縣的一個人口普查指定地區。

## 地理
蒙特里奧的座標為38°28′13″N 123°00′50″W / 38.47028°N 123.01389°W，而該地最高點為海拔高度13米（即43英尺）。

## 人口
根據2010年美國人口普查的數據，蒙特里奧的面積為5.119平方千米，當中陸地面積為4.930平方千米，而水域面積為0.189平方千米。當地共有人口1152人，而人口密度為每平方千米225人。